# Klingelbach
Klingelbach település Németországban, Rajna-vidék-Pfalz tartományban. Lakosainak száma 772 fő (2023. december 31.).

## Népesség
A település népességének változása:
| Lakosok száma | 547  | 725  | 722  | 740  | 746  | 772  |
|               | 1975 | 2017 | 2019 | 2021 | 2022 | 2023 |